# Leksa Manuš
Œuvres principales
•
Leksa Manuš (de son vrai nom : Aleksandr Belouguine) (Riga, 1942 - Moscou, 1997) est un poète et linguiste letton.

## Biographie
Pédagogue, poète et traducteur, Leksa Manuš a d’abord eu une formation d’enseignant puis a travaillé au secteur information de l’Académie des Sciences de l’URSS. Originaire de Lettonie, Leksa Manuś (graphie rom) a surtout vécu à Moscou. 
Il est la figure la plus importante de la poésie romani d'après-guerre en Russie. Outre quelques dizaines de poèmes à tonalité humaniste et renaissantiste, voire parfois didactique, il a traduit en rromani des morceaux choisis de nombreuses littératures, car il lisait un grand nombre de langues. Dans ce domaine, il est surtout connu par sa magistrale traduction en rromani du Ramayana de Valmiki, épopée fondatrice de la civilisation indienne. Leksa Manuś a également joué un rôle très important dans la recherche en linguistique rromani. 
Son désir de voir les enfants roms s’instruire accompagnait sa ferveur en tant que promoteur de l’identité rromani, ce qu’il exprime si bien dans une de ses poésies : 
"Amen patǎs, so na meren Rroma,
Andre maśkär ga3enθe na bilǒna,
Ka-j pesqi baxt lathèna droma,
Kana sare ćhave Rromenqëre siklǒna."
Nous croyons que les Roms ne meurent pas,
Au milieu des gadjés ils ne fondront pas,
Vers leur bonheur ils trouveront les routes
Quand tous les enfants des Roms apprendront